# Florian Ziemiałkowski
Florian Ziemiałkowski, též Florian von Ziemialkowski (27. prosince 1817 Mala Berezovicja u Tarnopolu – 27. března 1900 Vídeň), byl rakousko-uherský, respektive předlitavský politik polského původu z Haliče, v letech 1873–1888 ministr pro haličské záležitosti.

## Biografie
Už během revolučního roku 1848 se zapojil do politického dění. Ve volbách roku 1848 byl zvolen na rakouský ústavodárný Říšský sněm. Zastupoval volební obvod Lvov-město I v Haliči. Uvádí se jako advokátní koncipient. Patřil ke sněmovní levici.
Byl stoupencem haličské autonomie, zpočátku byl aktivní v demokratickém hnutí, později spíše konzervativním politikem. Do politiky se vrátil po obnovení ústavního systému vlády. V roce 1861 byl zvolen poslancem Haličského zemského sněmu a roku 1867 se stal poslancem vídeňské Říšské rady. Do ní ho zvolil haličský sněm (celostátní zákonodárný sbor tehdy ještě nebyl volen přímo, ale tvořen delegáty jednotlivých zemských sněmů). Reprezentoval kurii měst, obvod Lvov. Zastával funkci místopředsedy sněmovny a předsedy Polského klubu (sněmovní frakce polských poslanců). Na poslanecký mandát rezignoval v roce 1869 během přestávky mezi IV. a V. zasedáním sněmovny.
V období let 1871–1873 zastával funkci starosty Lvova.)
21. dubna 1873 se stal ministrem pro haličské záležitosti Předlitavska ve vládě Adolfa von Auersperga. Funkci si udržel i v následující vládě Karla von Stremayra a vládě Eduarda Taaffeho. Na ministerském postu setrval do 11. října 1888. Do vlády byl jmenován ve stejnou dobu, kdy byla skupina polských poslanců z Haliče zbavena mandátů na Říšské radě, protože se odmítali zapojit do práce předlitavského parlamentu. Nástup polského ministra tak vzbudil ve Vídni jisté překvapení. Liberální německorakouské noviny považovaly jmenování Ziemiałkowského za taktický manévr vlády, jak si naklonit část polských politiků. České Národní listy zase Ziemiałkowského charakterizovaly spíše jako černožlutého (tedy bytostného Rakušana) než Poláka.
Do Říšské rady se ještě vrátil po volbách do Říšské rady roku 1879, kdy získal mandát poslance za kurii venkovských obcí, obvod Biała, Żywiec atd. Mandát obhájil ve volbách do Říšské rady roku 1885 a setrval zde do roku 1888, kdy byl povolán do Panské sněmovny (horní, jmenovaná komora parlamentu). Ve sněmovně ho nahradil Hermann Czecz-Lindenwald.